# Planeta interestelar

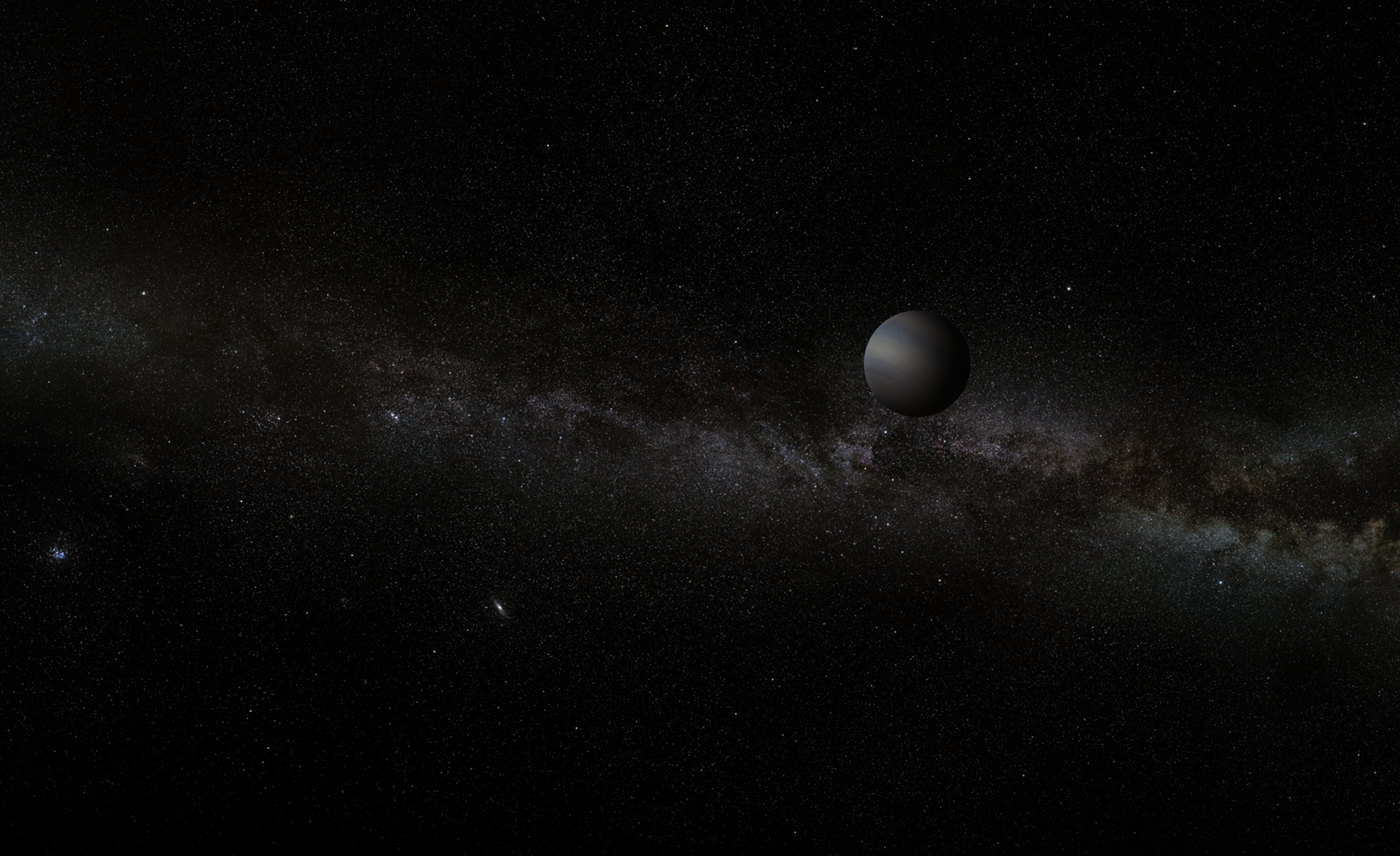
Um planeta interestelar. Impressão artística de A. Stelter.

Um planeta interestelar (também chamado planeta desgarrado, planeta nômade, planeta órfão, planeta errante, planeta sem estrela ou planeta sem sol) é um objeto de massa planetária que não orbita diretamente uma estrela. Tais objetos foram ejetados do sistema planetário no qual se formaram ou nunca estiveram gravitacionalmente ligados a qualquer estrela ou anã marrom. Somente na Via Láctea, pode haver de bilhões a trilhões de planetas interestelares - espera-se que o futuro Telescópio Espacial Nancy Grace Roman possa reduzir essa incerteza.
Alguns objetos de massa planetária podem ter se formado de maneira semelhante às estrelas, e a União Astronômica Internacional propôs que tais objetos fossem chamados subanãs marrom. Um possível exemplo  é Cha 110913-773444, que pode ou ter sido ejetado e se tornado um planeta interestelar, ou então se formado sozinho como uma subanã marrom.
Os astrônomos usaram o Observatório Espacial Herschel  e o Very Large Telescope para observar um objeto de massa planetária desgarrado muito jovem, o OTS 44, e demonstrar que os processos que caracterizam o modo de formação parecido com uma estrela padrão se aplicam a objetos isolados com até algumas vezes maior que a de Júpiter. As observações em infravermelho longínquo do Herschel  mostraram que o OTS 44 é cercado por um disco de pelo menos 10 massas terrestres e, portanto, poderia eventualmente formar um mini sistema planetário. As observações espectroscópicas do OTS 44 com o espectrógrafo SINFONI no Very Large Telescope revelaram que o disco está agregando matéria  de forma semelhante às estrelas jovens. Em dezembro de 2013, foi anunciado um candidato a exolua de um planeta interestelar.
Em 2020, foi descoberto o OGLE-2016-BLG-1928, um planeta interestelar com massa semelhante à da Terra vagando pela Via Láctea.

## Observações

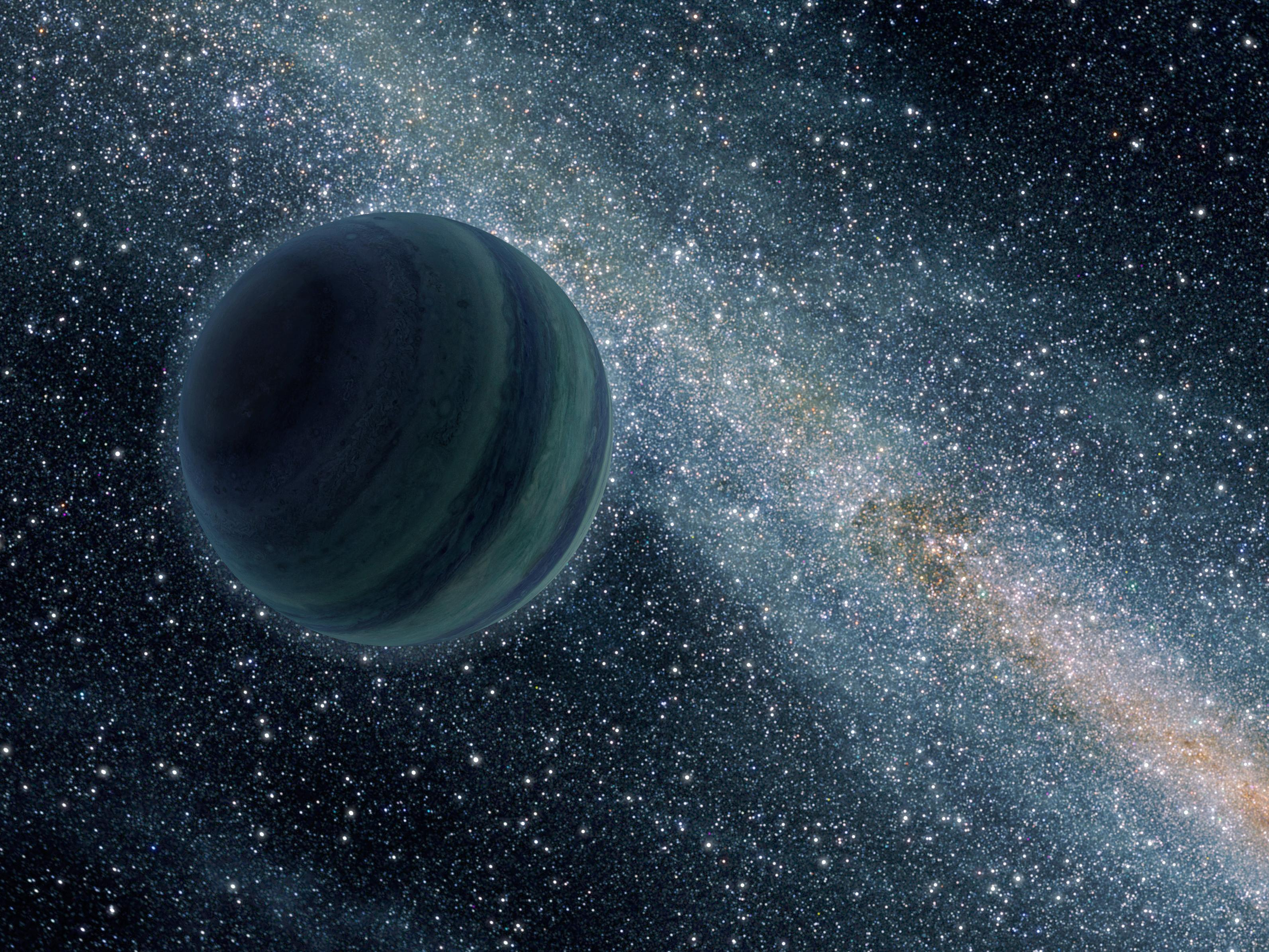
Concepção artística de um planeta interestelar do tamanho de Júpiter.

O astrofísico Takahiro Sumi, da Universidade de Osaka, no Japão, e seus colegas, que formam os grupos de colaboração Microlensing Observations in Astrophysics ("observações astrofísicas de microlente") e Optical Gravitational Lensing Experiment ("experimento de lente gravitacional ótica"), publicaram seu estudo sobre microlente em 2011. Eles observaram 50 milhões de estrelas na Via Láctea usando o telescópio MOA-II, de 1,8 metros, no Observatório Mount John (Nova Zelândia), e o telescópio da Universidade de Varsóvia, de 1,3 metros, no Observatório Las Campanas (Chile). Eles encontraram 474 ocorrências de microlente, dez das quais foram breves o suficiente para serem planetas do tamanho de Júpiter sem nenhuma estrela associada nas imediações. A partir dessas observações, os pesquisadores estimaram que existem quase dois planetas interestelares com massa semelhante à de Júpiter para cada estrela da Via Láctea. Um estudo sugeriu que esse número seria muito maior - até 100 mil vezes mais planetas errantes do que estrelas na Via Láctea, embora este estudo englobasse objetos hipotéticos muito menores que Júpiter. Um estudo de 2017 realizado por Przemek Mróz, do Observatório da Universidade de Varsóvia, e colegas, com estatísticas seis vezes maiores do que o estudo de 2011, indica um limite superior de 0,25 planetas errantes ou de órbita ampla, com massa semelhante à de massa de Júpiter, para cada estrela de sequência principal na Via Láctea.
Candidatos a planetas interestelares próximos incluem o WISE 0855−0714, a uma distância de 727±013 anos-luz.
Em setembro de 2020, astrônomos relataram a primeira detecção de um planeta interestelar de massa semelhante à da Terra, denominado OGLE-2016-BLG-1928, vagando livremente pela Via Láctea. A detecção foi feita por meio de técnicas de microlente.

## Retenção de calor no espaço interestelar
Os planetas interestelares geram pouco calor e não são aquecidos por uma estrela. Em 1998, David J. Stevenson teorizou que alguns objetos do tamanho de planetas à deriva no espaço interestelar poderiam sustentar uma atmosfera densa que não se congelaria. Ele propôs que essas atmosferas seriam preservadas pela opacidade da radiação infravermelha longínqua induzida por pressão de uma atmosfera espessa contendo hidrogênio.
Durante a formação do sistema planetário, vários pequenos corpos protoplanetários podem ser ejetados do sistema. Um corpo ejetado receberia da estrela menos luz ultravioleta, que pode retirar os elementos mais leves de sua atmosfera. Mesmo um corpo do tamanho da Terra teria gravidade suficiente para evitar o escape de hidrogênio e hélio em sua atmosfera.  Em um objeto do tamanho da Terra com uma pressão atmosférica de kilobar de hidrogênio e um gás convectivo adiabático, a energia geotérmica do decaimento do radioisótopo do núcleo residual poderia manter a temperatura da superfície acima do ponto de fusão da água, permitindo a existência de oceanos de água líquida. É provável que esses planetas permaneçam geologicamente ativos por longos períodos. Se eles tiverem magnetosferas protetoras criadas geodinamicamente e vulcanismo no fundo do mar, as fontes hidrotermais poderiam fornecer energia para vida. Esses corpos seriam difíceis de detectar devido às suas fracas emissões de radiação térmica de microondas, embora a radiação solar refletida e as emissões térmicas no infravermelho longínquo possam ser detectáveis em um objeto a menos de 1000 unidades astronômicas da Terra. Cerca de 5% dos planetas ejetados do tamanho da Terra com satélites naturais tamanho da Lua reteriam seus satélites após a ejeção. Um grande satélite seria uma fonte significativa de aquecimento geológico originário da força de maré.

## Planetas interestelares conhecidos ou possíveis
A tabela abaixo lista planetas interestelares, confirmados ou suspeitos, que foram descobertos. Ainda não se sabe se esses planetas foram ejetados da órbita de uma estrela ou se formaram por conta própria como subanãs marrom. Ainda não se sabe se  planetas interestelares de massa excepcionalmente baixa (como OGLE-2012-BLG-1323 e KMT-2019-BLG-2073) são capazes de se formar por conta própria.
| Exoplaneta               | Massa (Massas de Júpiter) | Idade (milhões de anos) | Distância (anos-luz) | Status | Discoberta |
| ------------------------ | ------------------------- | ----------------------- | -------------------- | --- | ---------- |
| OTS 44                   | 11,5~                     | 0,5–3                   | 554                  | Provavelmente uma subanã marrom | 1998       |
| S Ori 52                 | 2–8                       | 1–5                     | 1150                 | Idade e massas incertas; pode ser uma anã marrom | 2000       |
| Cha 110913-773444        | 5–15                      | 2~                      | 529                  | Candidato | 2004       |
| SIMP J013656.5+093347    | 11-13                     | 200~                    | 20-22                | Candidato | 2006       |
| UGPS J072227.51−054031.2 | 5–40                      |                         | 13                   | Massa incerta | 2010       |
| [MPK2010b] 4450          | 2–3                       |                         | 325                  | Candidato | 2010       |
| CFBDSIR 2149−0403        | 4–7                       | 110–130                 | 117–143              | Candidato | 2012       |
| MOA-2011-BLG-262         | 4~                        |                         |                      | Pode ser uma anã vermelha | 2013       |
| PSO J318.5−22            | 5,5–8                     | 21–27                   | 80                   | Confirmado | 2013       |
| 2MASS J2208+2921         | 11–13                     | 21–27                   | 115                  | Candidato; falta determnar a velocidade radial | 2014       |
| WISE J1741-4642          | 4–21                      | 23–130                  |                      | Candidato | 2014       |
| WISE 0855−0714           | 3–10                      | >1000                   | 7,1                  | Idade incerta, mas é antigo por ser um objeto na vizinhaça do Sol; talvez chegue a 12 bilhões de anos, pouco menos que a idade do Universo (13,7 bilhões de anos)    | 2014       |
| 2MASS J12074836–3900043  | 11–13                     | 7–13                    | 200                  | Candidato; necessário determinar a distância | 2014       |
| SIMP J2154–1055          | 9–11                      | 30–50                   | 63                   | Idade sob questionamento | 2014       |
| SDSS J111010.01+011613.1 | 10–12                     | 110–130                 | 63                   | Confirmado | 2015       |
| 2MASS J1119–1137         | 4–8                       | 7–13                    | ~90                  | Candidato | 2016       |
| WISEA 1147               | 5–13                      | 7–13                    | ~100                 | Candidate | 2016       |
| OGLE-2012-BLG-1323       | 0,007245–0,07245          |                         |                      | Candidato; necessário determinar a distância | 2017       |
| OGLE-2017-BLG-0560       | 1,9–20                    |                         |                      | Candidato; necessário determinar a distância | 2017       |
| KMT-2019-BLG-2073        | 0,19                      |                         |                      | Candidato; necessário determinar a distância | 2020       |
| OGLE-2016-BLG-1928       | 0,001-0,006               |                         | 30000-180000         | Candidato | 2020       |
| WISE J0830+2837          | 4-13                      | >1000                   | 31,3-42,7            | Idade incerta, mas é antigo devido à alta velogidade tangencial (o que costuma indicar uma população estelar antiga); candidato se tiver menos de 10 bilhões de anos | 2020       |